# Кумицька мова
Куми́цька мо́ва (къумукъ тил) — рідна мова кумиків. Офіційно цією мовою розмовляють 460–500 тис. осіб у Дагестані та Чечні. Вона входить до переліку шести літературних мов Дагестану. Цією мовою видається газета Йолдаш.
Пращур кумицької мови — старокумицька мова — з XVII століття становила основу північнокавказького тюрки і була офіційною мовою спілкування з російською адміністрацією на північному сході Кавказу.

## Генеалогія
Кумицька мова належить до західнокипчацької групи тюркських мов поряд з карачаєво-балкарською та караїмською. У кумицькій мові виділяються 5 діалектів: терський, хасав'юртівський, кайтакський, буйнацький та підгірський. Усі п'ять діалектів дуже схожі між собою; найбільше серед них виділяється кайтакський діалект, що зблизився за фонетикою з даргінською мовою і навіть набув специфічних дагестанських смичногортанних приголосних.

## Поширення
Мова кумиків, які мешкають у рівнинній частині та передгір'ях Дагестану, лідирує за територіальним охопленням у регіоні. Кумики — найбільший тюркський народ на Північному Кавказі та третій за чисельністю народ Дагестану. Їхня мова залишила слід і в російській класичній літературі: кумицькі слова та фрази зустрічаються в «кавказьких» творах Л. Толстого «Набіг», «Козаки» та «Хаджі-Мурат», а також у М. Лермонтова в «Герої нашого часу» та у О. Бестужева-Марлінського у повістях «Мулла-нур» та «Аммалат-бек».

### Сфера застосування
Кумицька є основною мовою у сімейному та побутовому спілкуванні кумиків. У сфері освіти здебільшого використовується в сільських населених пунктах. У містах можливе лише викладання кумицької як факультативного предмету. Кумицька у сфері освіти поширена лише у Республіці Дагестан, тоді як республіках Чечня і Північна Осетия-Алания у сфері не використовується.

#### Освіта
У сільській місцевості є школи, в яких кумицька використовується як засіб навчання в початкових класах (1-4). У середній школі і пізніше (старші класи) кумицька як засіб навчання не використовується. Водночас у сільській місцевості кумицька, за заявами батьків, викладається як предмет у більшості шкіл аж до 11 класу. Вивчається у деяких вищих навчальних закладах, де здійснюється підготовка вчителів кумицької мови — в університетах Дагестану.
За часів СРСР випускалася навчальна література кумицькою з різних предметів. Станом на 2000-2020 рік кумицькою видавали підручники лише з предметів «рідна мова» і «рідна література», інші підручники — російською.

#### Наука
Незважаючи на те, що основною мовою наукових публікацій та виступів у Республіці Дагестан є російська, кумицька мова також використовується у науковій сфері. Щонайменше до 2018 р. кумицькою мовою видавався науковий журнал «Бизин тил» (кум. "Наша мова"). У Хасавюртівському педагогічному коледжі ім. З.М. Батирмурзаєва проводяться конференції кумуцькою мовою, поряд з російською та англійською.  

#### ЗМІ
Ще у 2000-2020 роках кумицька досить активно використовувалася у пресі. Найбільш поширена (найпопулярніша і з найбільшими накладами) — газета «Ёлдаш» (кум. «Товариш»), яка виходить кумицькою, російською та турецькою мовами. Також, станом на 2022 р. видавалися один літературний, один дитячий і один жіночий журнали. Також видається шість районних газет, що мають кумицький вкладиш, або окремі публікації кумицькою. 
На телеканалі "Росія - Дагестан" існує передача "Вісті кумицькою". Це випуски по 10-15 хв, що виходять кілька разів на тиждень і мають соціальний зміст та ретранслюють владний офіціоз кумицькою мовою.  

#### Релігійне життя
Кумицька мова активно використовується в мусульманських релігійних церемоніях та інших заходах. З початку 1990-х років кумицькою почала знову видаватися ісламська література. Є переклади текстів Корану. Кумицька — одна з 9 мов, якою видається всеросійська мусульманська духовно-просвітницька газета «Ас-Салам», присвячена питанням віри, а також життю мусульманської спільноти в Росії та інших країнах.  
Кумицькою також проводяться доісламські обряди, що збереглися, і виконуються обрядові пісні. Існує переклад Нового Завіту, хоч християнство не поширене серед кумиків.

#### Офіційна сфера
З 1994 року кумицька є однією із державних мов Республіки Дагестан. В органах республіканської виконавчої влади Дагестану і Чечні, в Уряді Республіки Дагестан кумицька мова не використовується. При цьому на рівні місцевого адміністративного управління в місцях компактного проживання кумиків на території Республіки Дагестан кумицька мова використовується в усній розпорядчій діяльності, нею в деяких випадках складаються протоколи зборів та постанови місцевих органів управління.
У мовному ландшафті кумицька мова не використовується. Вказівники населених пунктів, покажчики вулиць тощо містять лише написи російською мовою.
У судочинстві кумицька мова не використовується за винятком випадків, коли необхідний переклад з кумицької на російську для присутніх у суді монолінгви. У сфері судочинства використовується російська мова.

### Динаміка розвитку мови
Після Другої світової війни кумицька стрімко втрачала свої поизції як Лінгво франка Північного Кавказу, а самі кумики, насамперед у містах, піддавалися сильній русифікації.
Серед людей старших 70 зустрічаються монолінгви: зазвичай це люди, які все життя прожили в селі і не виїжджали в інші регіони. Передача мови дітям у сім'ях зберігається. Існують випадки, коли кумики зберігають рідну мову і за межами РФ та передають її дітям. У сільській місцевості представники всіх поколінь вільно володіють кумицькою. У містах функціональність кумицької суттєво звужується, відзначаються випадки порушення передачі мови в сім'ях, при цьому зазвичай мова зберігається на розмовно-побутовому рівні.
Останнім часом міжетнічне спілкування здійснюється більше російською мовою, проте, незважаючи на це, представники багатьох народностей Північного Кавказу, аварці, даргинці, лезгини, ногайці, лакці, гірські євреї та інші, володіють кумицькою як другою мовою. Кумики люблять свою мову і пишаються тим, що вона колись був Лінгва франка Північного Кавказу.

## Мовні контакти
Носії кумицької мови проживають поряд з ногайцями, аварцями, даргінцями та рідше із росіянами. У кумицькій поширені запозичення з російської, арабської та перської мов. У кайтакском діалекті кумицького зустрічаються запозичення з даргінської.
Сучасні кумики налагоджують активні соціальні контакти із турками, кримськими татарами, азербайджанцями і волзькими татарами. Однак, носії мови відзначають, що кумицька близька до кримськотатарської, однак далека від татарської мов.

## Кумицька абетка

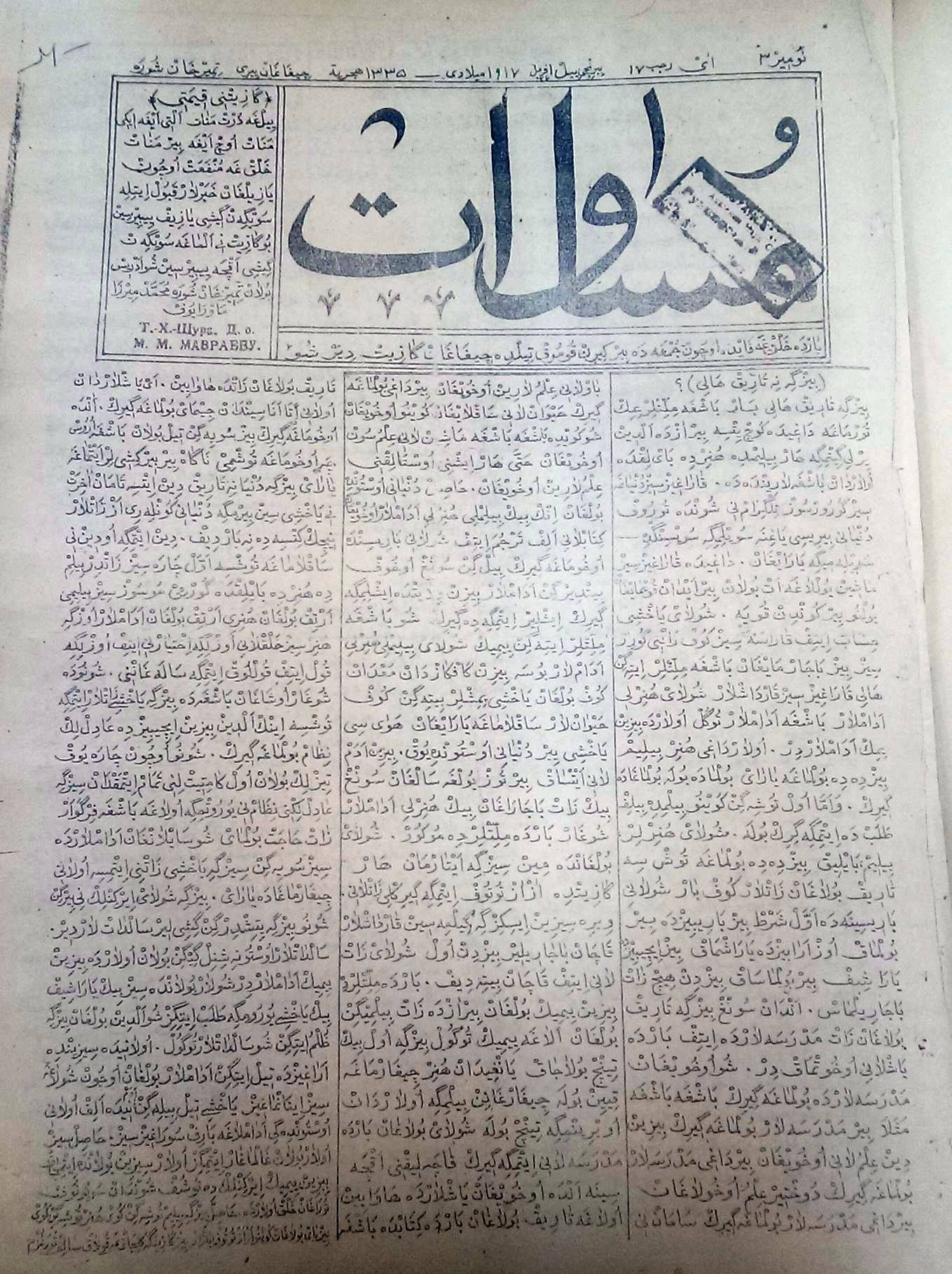
Кумицька газета арабською в'язю, 1917.

До 1927 року кумицька мова послуговувалась арабським алфавітом, який пристосував до кумицької фонетики місцевий просвітитель Абусуп'ян Акаєв. У 1927 році алфавіт замінили на латинізований, а в 1938 кумики перейшли на кириличну графіку, яка після 1941 зазнала невеликих змін. Кумицька орфографія будується головним чином на фонологічному принципі. Морфонологічний принцип проявляється в тому, що деякі звукові асиміляції, особливо на стиках слів у словосполученні, не позначаються на письмі.

Сучасна кумицька абетка: А а, Б б, В в, Г г, Гъ гъ, Гь гь, Д д, Е е, Ё ё, Ж ж, З з, И и, Й й, К к, Къ къ, Л л, М м, Н н, Нг нг, О о, Оь оь, П п, Р р, С с, Т т, У у, Уь уь, Ф ф, Х х, Ц ц, Ч ч, Ш ш, Щ щ, Ъ ъ, Ы ы, Ь ь, Э э, Ю ю, Я я.

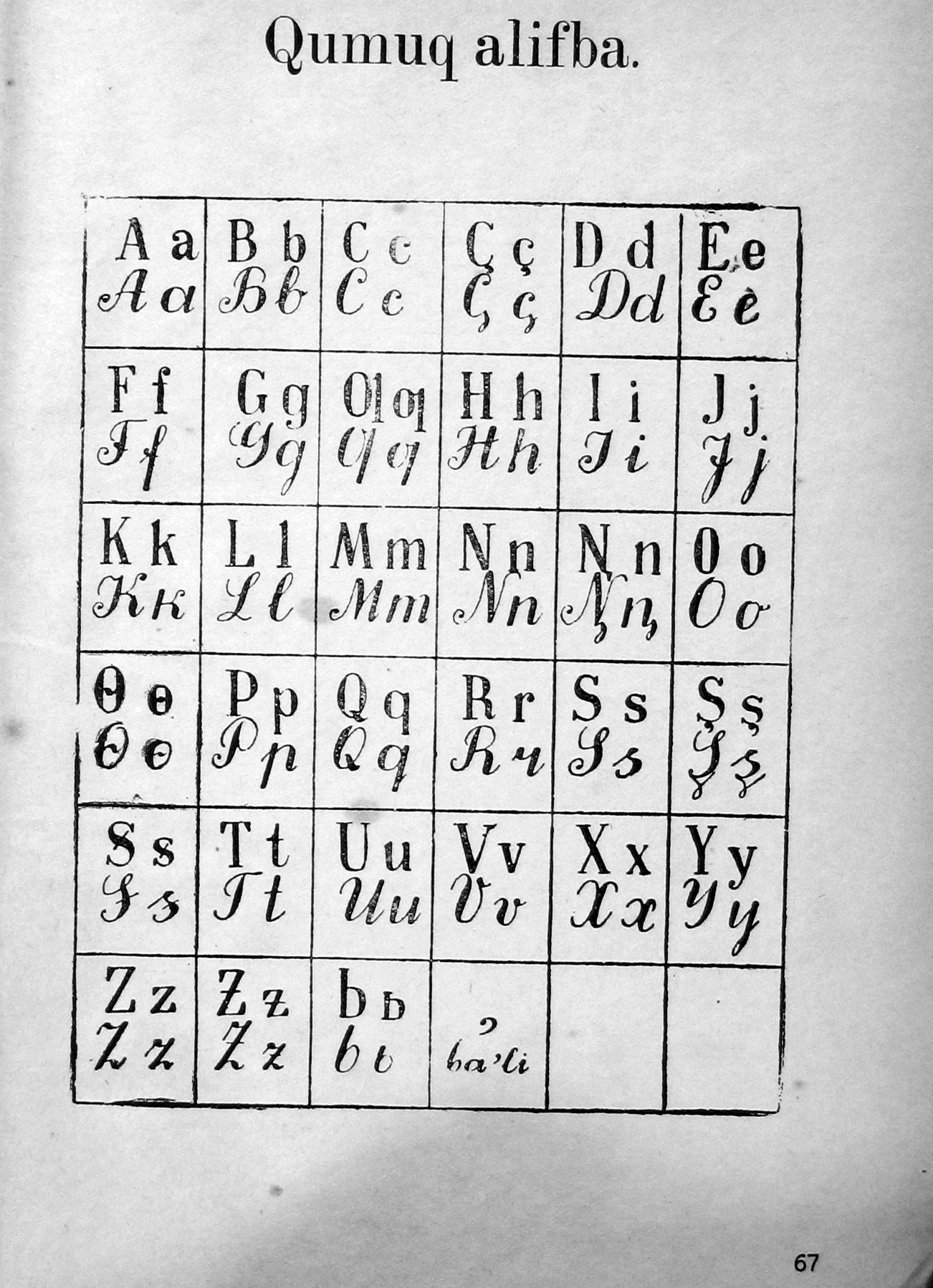
Кумицька абетка на латинській графіці, 1935. СРСР.

| А а   | а         | П п   | пе             |
| Б б   | бе        | Р р   | эр             |
| В в   | вe        | С с   | эс             |
| Г г   | ге        | Т т   | тe             |
| Гъ гъ | гъа       | У у   | у              |
| Гь гь | гье       | Уь уь | уь             |
| Д д   | де        | Ф ф   | эф             |
| Е е   | e         | Х х   | хa             |
| Ё ё   | ё         | Ц ц   | це             |
| Ж ж   | же        | Ч ч   | че             |
| З з   | зе        | Ш ш   | ша             |
| И и   | и         | Щ щ   | ща             |
| Й й   | къысгъа и | Ъ ъ   | къатты белги   |
| К к   | кe        | Ы ы   | ы              |
| Къ къ | къа       | Ь ь   | йымышакъ белги |
| Л л   | эл        | Э э   | э              |
| М м   | эм        | Ю ю   | ю              |
| Н н   | эн        | Я я   | я              |
| Нг нг | энг       |       |                |
| О о   | o         |       |                |
| Оь оь | оь        |       |                |

### Кумицька латиниця
Абсолютна більшість кумиків користується кириличною графікою. Однак, паралельно із кирилицею використовується і латинська графіка. Це зумовлено тим, що достатньо великі громади кумиків мешкають за межами Російської Федерації — у тих державах, де кирилиця не використовується, а населення не має наміру її вивчати. В одній лише Туреччині проживає щонайменше 10 тис кумиків. Крім того, активісти кумицького національного руху постійно порушують питання про перехід на латиницю, підкріпюючи їх наступними аргументами:
- Латинську писемність використовують понад 130 мільйонів представників тюркських народів і лише 15 мільйонів використовують кирилицю, регулярно висуваючи ініціативи переходу на латиницю.
- Система диграфів «къ», «гъ», «оь», «уь» та безлічі звукових значень «ю» «ё» «я» «е» ускладнює навчання, подовжує текст. Навіть ті, хто вчив мову в школі, припускаються великої кількості помилок. Здатність символів «ю» і «ё» приймати аж по 3 звукових значення — ставить у глухий кут тих, вивчає писемність з нуля, навіть якщо вони є носіями усної кумицької.
- Кирилиця не виконує своєї функції посередника в поширенні культури, і є інструментом все більшої ізоляції та мовної асиміляції[8].